# Tipar (Citamiang)
Tipar is een bestuurslaag in de stadsgemeente Kota Sukabumi van de provincie West-Java, Indonesië. Tipar telt 9144 inwoners (volkstelling 2010).